# Rayak
Rayak är en ort i Libanon.   Den ligger i guvernementet Mohafazat Béqaa, i den centrala delen av landet, 50 kilometer öster om huvudstaden Beirut. Rayak ligger 928 meter över havet och antalet invånare är 16 000.
Terrängen runt Rayak är varierad. Närmaste större samhälle är Zahle, 10,1 kilometer väster om Rayak. 
Trakten runt Rayak består till största delen av jordbruksmark. Runt Rayak är det tätbefolkat, med 319 invånare per kvadratkilometer.